# Hospital Zonal General de Agudos Carlos Bocalandro
El Hospital Zonal General de Agudos “Dr. Carlos Bocalandro", es un establecimiento de atención médica pública ubicado en la localidad de Loma Hermosa, Tres de febrero, al noroeste de la ciudad Capital Federal, a poco más de 20 km del Congreso Nacional, con un área programática sobre el segundo cordón del conurbano del Gran Buenos Aires, en Argentina. Cuenta con 175 camas y se realizan estudios y prácticas de complejidad, destacándose en Cirugía Videolaparoscópica, Endoscopia, Diagnóstico por imagen y Neonatología.

## Historia
El Bocalandro se inauguró el 26 de julio de 1996. Debe su nombre a quien fuera ministro de Salud de la Provincia bajo la presidencia de Juan Domingo Perón. En 2014 el gobierno de la provincia a cargo de Daniel Scioli reequipó y amplió el hospital incorporando aparatología con las nuevas tecnologías, servicios de oncoginecología y los nuevos equipos que se incorporaron para las prestaciones.

## Prestaciones
Se caracteriza por la incorporación masiva y gratuita de tecnología quirúrgica de punta, como la cirugía videoscópica, endoscópica y percutánea, al alcance de la población. Se atienden además las siguientes especialidades:
- Traumatología
- Maternidad
- Ginecología
- Pediatría
- Neonatología
- Unidad de Cuidados Intensivos
- Unidad Coronaria
- Odontología pediátrica
- Laboratorio y Hemoterapia